# Aripuno-See
Der Aripuno-See (Laguna Aripuno) ist ein Süßwassersee im südamerikanischen Anden-Staat Bolivien.

## Lage
Der See liegt mit etwa 95 Prozent seiner Fläche zu gleichen Teilen im Municipio Jesús de Machaca und im Municipio San Andrés de Machaca in der Provinz Ingavi im Departamento La Paz; ein geringer Teil des Sees im Südosten liegt im Municipio Nazacara de Pacajes in der Provinz Pacajes. Die Laguna Aripuno liegt auf dem bolivianischen Altiplano auf einer Höhe von 3841 m, in südlicher Richtung etwa dreißig Kilometer entfernt vom Wiñaymarka qucha, dem südlichen Abschnitt des Titicacasees.

## Größe
Der See erstreckt sich von Südosten nach Nordwesten über eine Länge von etwa acht Kilometern und hat eine Breite von bis zu zwei Kilometern. Der See wird vom Wasser des Río Desaguadero gespeist, der vom Titicacasee in südlicher Richtung zum Poopó-See hin fließt. Je nach Jahreszeit und Wasserführung des Río Desaguadero schwanken Größe und Wassertiefe der Laguna Aripuno erheblich, über weite Strecken des Jahres zerfällt der See in einzeln kleine Becken, die kaum Verbindung zueinander haben.

## Besiedlung
Direkt südlich des Sees liegen an der Nationalstraße Ruta 43 die beiden Ortschaften Nazacara und Nazacara de Pacajes. Die Laguna Aripuno ist ein wichtiges Süßwasser-Reservoir für die Landwirtschaft der Region und für die dort angesiedelte Tierwelt.